# Sungatscha
Sungatscha (russisch Сунгача, pinyin: Sōngàchá Hé, auch: Songatscha) ist der einzige Abfluss des Chankasees an dessen Nordostufer und bildet bis zu seiner Mündung in den Ussuri 450 km vor dessen Mündung in den Amur die Grenze zwischen Russland (auf der Südseite) und der Volksrepublik China.
Die Länge der Songatscha schwankt zwischen 180 km und maximal 212 km – Luftlinie nur 80 km – je nach den jährlichen Änderungen des Verlaufs des Flussbetts im weiten sumpfigen Chankatiefland (russ. Prichankaiskaja nismennost).
Die durchschnittliche Breite des mäandernden Flusses variiert von 30 bis 60 m, die durchschnittliche Tiefe liegt zwischen 3 und 3,5 m bei einer Fließgeschwindigkeit von rund 0,5 m/s. Die Ufer sind niedrig und mit Wäldern und Büschen bestanden. Die Flussaue ist mit Gras bewachsen und der Boden besteht aus lehmiger Schwarzerde oder moorigen Torflagerstätten.
Das Einzugsgebiet umfasst ungefähr 25.600 km², davon 21.000 km² auf der russischen Seite. Auf der rechten russischen Seite münden zwei mit 87 km Länge gleich lange Nebenflüsse.
Der Fluss und seine Uferbereiche bieten eine reichhaltige Flora und Fauna. Unter anderem ist die Indische Lotosblume hier beheimatet. Er friert im November zu und taut im März langsam auf. Dank des kontinentalen Klimas kann die Eisdicke bis zu 1 m erreichen.